# Harry Joe Brown
Harry Joe Brown (* 22. September 1890 in Pittsburgh, Vereinigte Staaten; † 28. April 1972 in Palm Springs, Kalifornien, Vereinigte Staaten) war ein US-amerikanischer Filmproduzent und Regisseur. Er wurde 1960 mit einem Stern auf dem Hollywood Walk of Fame geehrt.

## Leben
Harry Joe Brown studierte an der University of Michigan in Ann Arbor sowie an der Syracuse University in New York. Er war von 1933 bis 1943 mit der Schauspielerin Sally Eilers verheiratet und hatte einen Sohn. In weiterer Ehe war er mit der Schauspielerin Dorothy Gray verheiratet.

## Werk
Brown gründete 1925 seine Produktionsfirma Harry Joe Brown Productions. Er produzierte 143 Filme und Serienfolgen und führte in 48 Filmen Regie. Brown war zwischenzeitlich für die Universal Studios sowie für Paramount Pictures tätig. Von 1943 bis 1968 war er für Columbia Pictures tätig.

## Filmografie (Auswahl)
- 1924: Die Maske des Lopez (The Mask of Lopez)
- 1928: Zirkusleben (The Wagon Show)
- 1928: Die Schlucht der Abenteuer (The Canyon of Adventure)
- 1929: Der Karawanenführer von Oklahoma (The Wagon Master)
- 1930: Der Heldenritt im wilden Westen (Lucky Larkin)
- 1931: Stout Hearts and Willing Hands
- 1935: The Case of the Curious Bride
- 1935: Unter Piratenflagge (Captain Blood)
- 1937: Ordnung ist das halbe Leben (The Great O’Malley)
- 1937: First Lady
- 1937: It’s Love I’m After
- 1938: Alexander’s Ragtime Band
- 1941: Überfall der Ogalalla (Western Union)
- 1943: Sahara
- 1944: Knickerbocker Holiday
- 1947: Rächer ohne Waffen (Gunfighters)
- 1948: Abrechnung in Coroner Creek (Coroner Creek)
- 1949: Banditen am Scheideweg (The Doolins of Oklahoma)
- 1949: Treibsand (The Walking Hills)
- 1950: Der Nevada-Mann (The Nevadan)
- 1950: Liebe unter schwarzen Segeln (Fortunes of Captain Blood)
- 1951: Der nächtliche Reiter (The Lady and the Bandit)
- 1951: Unsichtbare Gegner (Santa Fe)
- 1951: Mann im Sattel (Man in the Saddle)
- 1952: Goldraub in Texas (Hangman’s Knot)
- 1952: Die schwarze Isabell (Captain Pirate)
- 1956: Die 7. Kavallerie (7th Cavalry)
- 1957: Das Fort der mutigen Frauen (The Guns of Fort Petticoat)
- 1957: Um Kopf und Kragen (The Tall T)
- 1957: Fahrkarte ins Jenseits (Decision at Sundown)